# Magam
Magam là một thị xã và là nơi đặt ủy ban khu vực quy hoạch (notified area committee) của quận Badgam thuộc bang Jammu và Kashmir, Ấn Độ.

## Địa lý
Magam có vị trí 34°05′B 74°35′Đ / 34,08°B 74,58°Đ Nó có độ cao trung bình là 1569 mét (5147 feet).

## Nhân khẩu
Theo điều tra dân số năm 2001 của Ấn Độ, Magam có dân số 4306 người. Phái nam chiếm 50% tổng số dân và phái nữ chiếm 50%. Magam có tỷ lệ 42% biết đọc biết viết, thấp hơn tỷ lệ trung bình toàn quốc là 59,5%: tỷ lệ cho phái nam là 54%, và tỷ lệ cho phái nữ là 29%. Tại Magam, 19% dân số nhỏ hơn 6 tuổi.